# Konglish
Le konglish (en coréen : 콩글리시; [kʰoŋ.ɡɯl.li.ɕi]), plus formellement- coréen de style anglais (en coréen : 한국어식 영어; [han.ɡu.ɡʌ.ɕik̚ jʌŋ.ʌ]) est un style d'anglais utilisé par les locuteurs coréens.
Le konglish a des emprunts lexicaux à l'anglais qui ont été intégrés au coréen et sont utilisés d'une manière pas facilement compréhensibles pour les anglophones,. Un exemple courant est le terme coréen "téléphone à main" pour l'anglais "téléphone mobile." Le konglish fait aussi des emprunts direct de l'anglais mais qui sont des erreurs de traduction ou de pseudo-mots anglais inventés au Japon, qui sont passés dans l'usage en coréen.
L'utilisation du konglish est très répandu en Corée du Sud, conséquence de l'influence culturelle américaine, mais il n'est pas familier pour les Nord-Coréens.

## Exemples
Cette liste de termes en konglish contient des termes peu facilement compréhensibles pour un anglophone natif, semblables aux termes wasei-eigo dans la langue japonaise. De nombreux mots en konglish  ont été inventés par les Coréens au travers des abréviations ou combinaisons non-standard de mots anglais ou en appliquant un nouveau sens ou un nouvel usage à un mot usuel anglais.
- di-ca – "appareil photo numérique"
dika (디카 [ti.kʰa]) < digital (numérique) camera (appareil photo)
- hand phone – "téléphone mobile"
haendeupon (핸드폰 [hɛn.dɯ.pon]) < hand (main) + téléphone
- sel-ca – "selfie"
selka (셀카 [sel.kʰa]) < self + camera (appareil photo)
- eye shopping - "lèche-vitrine"
aisyoping (아이쇼핑 [a.i.ɕjo.pʰiŋ]) < eye (œil) + shopping
- hot-dog – "corn dog (chien de maïs)"
hatdogeu (핫도그 [hat̚.t͈o.ɡɯ]) < hot + dog (chien)
- officetel – "un appartement qui peut également être utilisé comme un bureau"
opiseutel (오피스텔 [o.pʰi.sɯ.tʰel]) <office (bureau) + hôtel
- overeat – "vomir"
obaiteu (오바이트 [o.ba.i.tʰɯ]) < trop manger
- poclain – "pelle excavatrice"
pokeullein (포클레인 [pʰo.kʰɯl.le.in]) < Poclain
- self – "self-service"
selpeu (셀프 [sel.pʰɯ]) < self
- skin-scub – "skin diving et scuba diving (plongée)"
seukinseukubeo (스킨스쿠버 [sɯ.kʰin.sɯ.kʰu.bʌ]) < skin (peau) + scuba (plongée)
- soul food – "comfort food"
soulpudeu (소울푸드 [so.ul.pʰu.dɯ]) < soul + food (nourriture)
- webtoon – "webcomic"
weptun (웹툰 [wep̚.tʰun]) < web + cartoon (dessin animé)

### Via le japanglish
Un grand nombre d'emprunts lexicaux sont passés dans la langue coréenne via le Japon, spécialement durant l'époque d'occupation par les Japonais, à une période où l'enseignement et l'expression en coréen étaient interdites, de nombreux mots en konglish sont donc des emprunts, et donc similaires, au Wasei-eigo utilisé au Japon.
Un exemple simple serait de savoir comment la signification du mot anglais cunning ("ruse") change dans une phrase en konglish. En Corée du Sud, keonning signifie "tricherie", transformation du mot en  Japanglish kanningu (カンニング), qui signifie également "tricherie". Les mots en  konglish peuvent avoir ou pas une signification semblable au mot original lorsqu'ils sont utilisés, et un nom de marque connu peut souvent remplacer un mot général. Un exemple de ceci est le mot  "trench-coat" Un trench-coat est tout simplement un sur-manteau, mais en Corée-du-Sud, les générations plus âgées pour faire référence à des trench-coats utilisent le mot babari ("Burberry") ou babarikoteu ("Burberry coat" ) qui provient du japonais bābarikōto (qui signifie une "gabardine imperméable"). 
- after service, A/S – "customer service", "warranty"
apeuteoseobiseu (애프터서비스 [ɛ.pɯ.tʰʌ.sʌ.bi.sɯ]) < afutāsābisu (アフターサービス prononcé en japonais : [a.ɸɯ̟ᵝ.taː.saːbi.sɨᵝ][a.ɸɯ̟ᵝ.taː.saːbi.sɨᵝ]) < after + service
- apart – "apartment building"
apateu (아파트 [a.pʰa.tʰɯ]) < apāto (アパート prononcé en japonais : [a.paː.to̞][a.paː.to̞]) < apartment
- auto-bi – "motorcycle"
otobai (오토바이 [o.tʰo.ba.i]) < ōtobai (オートバイ prononcé en japonais : [o̞ː.to̞.ba.i][o̞ː.to̞.ba.i]) < auto + bicycle
- back mirror – "rear-view mirror""
baengmireo (백미러 [pɛŋ.mi.ɾʌ]) < bakkumirā (バックミラー prononcé en japonais : [ba.kɯ̟ᵝ.mi.ɾ̠aː][ba.kɯ̟ᵝ.mi.ɾ̠aː]) < back + mirror
- Burberry coat – "trench coat"
babarikoteu (바바리코트 [pa.ba.ɾi.kʰo.tʰɯ]) < bābarikōto (バーバリコート prononcé en japonais : [baː.ba.ɾ̠i.ko̞ː.to̞][baː.ba.ɾ̠i.ko̞ː.to̞], "gabardine raincoat") < Burberry coat
- career woman – "a woman who works"
keorieoumeon (커리어우먼 [kʰʌ.ɾi.ʌ.u.mʌn]) < kyariaūman (キャリアウーマン prononcé en japonais : [kja.ɾ̠i.a.ɯ̟ᵝː.mãɴ][kja.ɾ̠i.a.ɯ̟ᵝː.mãɴ]) < career + woman
- carrier – "suit case"
kaerieo (캐리어 [kʰɛ.ɾi.ʌ]) < kyarībaggu (キャリーバッグ prononcé en japonais : [kja.ɾ̠i.a.bag.gɯ̟ᵝ][kja.ɾ̠i.a.bag.gɯ̟ᵝ]) < carrier + bag
- cider – "lemon-lime drink"
saida (사이다 [sa.i.da]) < saidā (サイダー prononcé en japonais : [sa.i.daː][sa.i.daː]) < cider
- cunning – "cheating"
keoning (커닝 [kʰʌ.niŋ]) or keonning (컨닝 [kʰʌn.niŋ]) < kanningu (カンニング prononcé en japonais : [kãn.nĩŋ.ɡɯ̟ᵝ][kãn.nĩŋ.ɡɯ̟ᵝ]) < cunning
- ero – "lewd"
ero (에로 [e.ɾo]) < ero (エロ prononcé en japonais : [e̞.ɾ̠o̞][e̞.ɾ̠o̞]) < erotic
- fancy – "stationery"
paensi (팬시 [pʰɛn.ɕi]) < fanshī-shōhin (ファンシー商品 prononcé en japonais : [ɸãɰ̃.ɕiː.ɕo̞ː.hin][ɸãɰ̃.ɕiː.ɕo̞ː.hin]; "illustrated goods") < fancy + Japanese "goods"
- fighting – "Go go go!", "Good luck!", "You can do it!"
paiting (파이팅 [pʰa.i.tiŋ]) or hwaiting (화이팅 [hwa.i.tiŋ]) < faito (ファイト prononcé en japonais : [ɸa.i.to][ɸa.i.to]) < fight
- gag man – "comedian"
gaegeuman (개그맨 [kɛ.ɡɯ.mɛn]) < gyaguman (ギャグマン prononcé en japonais : [ɡja.ɡɯ̟ᵝ.mãɴ][ɡja.ɡɯ̟ᵝ.mãɴ]) < gag + man
- glamour – "a buxom woman"
geullaemeo (글래머 [kɯl.lɛ.mʌ]) < guramāgāru (グラマーガール prononcé en japonais : [ɡɯ̟ᵝ.ɾ̠a.maː.ɡaː.ɾ̠ɯ̟ᵝ][ɡɯ̟ᵝ.ɾ̠a.maː.ɡaː.ɾ̠ɯ̟ᵝ]) < glamour + girl
- handle – "steering wheel"
haendeul (핸들 [hɛn.dɯl]) < handoru (ハンドル prononcé en japonais : [hãn.do̞.ɾ̠ɯ̟ᵝ][hãn.do̞.ɾ̠ɯ̟ᵝ]) < handle
- hotchkiss – "stapler"
hochikiseu (호치키스 [ho.tɕʰi.kʰi.sɯ]) < hochikisu (ホチキス prononcé en japonais : [ho̞.tɕi.ki.sɨᵝ][ho̞.tɕi.ki.sɨᵝ]) < American brand name E. H. Hotchkiss Company
- missing – "sewing machine"
mising (미싱 [mi.ɕiŋ]) < mishin (ミシン prononcé en japonais : [mi.ɕĩɴ][mi.ɕĩɴ]) < machine
- morning call – "wakeup call"
moningkol (모닝콜 [mo.niŋ.kʰol]) < mōningukōru (モーニングコール prononcé en japonais : [mo̞ː.nĩŋ.ɡɯ̟ᵝ.ko̞ː.ɾ̠ɯ̟ᵝ][mo̞ː.nĩŋ.ɡɯ̟ᵝ.ko̞ː.ɾ̠ɯ̟ᵝ]) < morning + call
- one-piece – "dress"
wonpiseu (원피스 [wʌn.pʰi.sɯ]) < wanpīsu (ワンピース prononcé en japonais : [ɰᵝãm.piː.sɨᵝ][ɰᵝãm.piː.sɨᵝ]) < one + piece
- one-room – "studio apartment"
wollum (원룸 [wʌl.lum]) < wanrūmumanshon (ワンルームマンション prononcé en japonais : [ɰᵝãɰ̃.ɾ̠ɯ̟ᵝː.mɯ̟ᵝ.mãɰ̃.ɕõ̞ɴ][ɰᵝãɰ̃.ɾ̠ɯ̟ᵝː.mɯ̟ᵝ.mãɰ̃.ɕõ̞ɴ]) < one + room + mansion
- remo-con – "remote control"
rimokeon (리모컨 [ɾi.mo.kʌn]) < rimokon (リモコン prononcé en japonais : [ɾ̠i.mo.kõ̞ɴ][ɾ̠i.mo.kõ̞ɴ]) < remote + control
- running machine – "treadmill"
reoningmeosin (러닝머신 [ɾʌ.niŋ.mʌ.ɕin]) < ranningumashīn (ランニングマシーン prononcé en japonais : [ɾ̠ãn.niŋ.ɡɯ̟ᵝ.ma.ɕĩːɴ][ɾ̠ãn.niŋ.ɡɯ̟ᵝ.ma.ɕĩːɴ]) < running + machine
- service – "something that is free of charge"[8]
seobiseu (서비스 [sʌ.bi.sɯ]) < sābisu (サービス prononcé en japonais : [saː.bi.sɨᵝ][saː.bi.sɨᵝ]) < service
- sharp – "mechanical pencil"
syapeu (샤프 [ɕja.pʰɯ]) < shāpupenshiru (シャープペンシル prononcé en japonais : [ɕaː.pɯ̟ᵝ.pẽɰ̃.ɕi.ɾ̠ɯ̟ᵝ][ɕaː.pɯ̟ᵝ.pẽɰ̃.ɕi.ɾ̠ɯ̟ᵝ]) < sharp + pencil
- skinship – "physical contact"
seukinsip (스킨십 [sɯ.kʰin.ɕip̚]) < sukinshippu (スキンシップ prononcé en japonais : [sɨᵝ.kij̃.ɕip.pɯ̟ᵝ][sɨᵝ.kij̃.ɕip.pɯ̟ᵝ]) < skin + -ship
- super – "corner shop"[9]
syupeo (슈퍼 [ɕju.pʰʌ]) < sūpā (スーパー prononcé en japonais : [sɨᵝː.paː][sɨᵝː.paː]) < supermarket
- talent - "televised drama actor"
taelleonteu (탤런트 [tʰɛl.lʌn.tʰɯ]) < tarento (タレント prononcé en japonais : [ta.ɾ̠ẽ̞n.to̞][ta.ɾ̠ẽ̞n.to̞]) < talent
- tape cleaner - "lint remover"
teipeukeullineo (테이프클리너 [tʰe.i.pʰɯ.kʰɯl.li.nʌ]) < tēpukurīnā (テープクリーナー prononcé en japonais : [te̞ː.pɰᵝ.kɰᵝ.ɾ̠iː.naː][te̞ː.pɰᵝ.kɰᵝ.ɾ̠iː.naː]) < tape + cleaner
- two piece - "skirt or pants and a top"
tupiseu (투피스 [tʰu.pʰi.sɯ]) < tsūpīsu (ツーピース prononcé en japonais : [tsɨᵝː.piː.sɨᵝ][tsɨᵝː.piː.sɨᵝ]) < two + piece
- vinyl house – "green house"
binilhauseu (비닐하우스 [pi.nil.ha.u.sɯ]) < binīruhausu (ビニールハウス prononcé en japonais : [bi.niː.ɾ̠ɯ̟ᵝ.ha.ɯ̟ᵝ.sɨᵝ][bi.niː.ɾ̠ɯ̟ᵝ.ha.ɯ̟ᵝ.sɨᵝ]) < vinyl + house
- Y-shirt – "dress shirt"
waisheocheu (와이셔츠 [wa.i.ɕjʌ.tɕʰɯ]) < waishatsu (ワイシャツ prononcé en japonais : [ɰᵝa.i.ɕa.tsɨᵝ][ɰᵝa.i.ɕa.tsɨᵝ])) < white shirt

## Des mots qui sont à tort considérés comme des Konglish
Certains mots d'origine étrangère tels que areubaiteu (아르바이트, [a.ɾɯ.ba.i.tʰɯ], "à temps partiel"), un emprunt lexical  à  l'allemand Arbeit (prononcé en allemand : [ˈar.baɪ̯t][ˈar.baɪ̯t], "travail"), sont parfois à tort considérés comme du konglish et sont corrigés dans une forme "exacte" d'emprunt lexical à l'anglais telles que pateutaim (파트타임, [pʰa.tʰɯ.tʰa.im]).

## La critique
L'utilisation abusive ou la corruption de la langue anglaise par les Coréens apprenant l'anglais comme langue étrangère ont également été considérée comme du konglish,,. Utiliser des mots anglais dans la conversation quotidienne, dans la publicité et dans les divertissement est considéré comme la mode et cool.[réf. nécessaire] Toutefois, cela peut souvent conduire à des malentendus, en raison des problèmes de prononciation, de grammaire ou de vocabulaire. L'utilisation moderne du konglish a déjà créé un clivage linguistique entre la Corée- du-Nord et la Corée-du-Sud. Des transfuges nord-coréens peuvent avoir des difficultés à s'intégrer dans la société sud-coréenne, car une grande partie du konglish utilisée n'est pas utilisé en Corée du Nord. Cela peut conduire à des confusions, malentendus et à un retard dans l'intégration dans la société. Ce n'est pas la seule cause de la frontière linguistique entre les deux nations, car certains mots coréens sont également utilisés de manière différente entre les deux pays. Les problèmes liés au konglish entre le Nord et le Sud existent également entre les régions métropolitaines et les régions rurales. Ahn Jung-hyo, un traducteur coréen-anglais qui est l'auteur d'Un Faux dictionnaire anglais, a été remarqué pour avoir dit que l'utilisation inappropriée du konglish dans d'autres pays est susceptible de faire honte à la Corée. Cependant, John Huer, un chroniqueur pour le Korea Times, a noté l'usage du konglish dans l'une de ses "10 Plus belles choses sur la Corée". Il a estimé que c'était à la fois inventif et intelligent. Après cet article,  Huer critiqua cependant les Coréens pour leur mauvais anglais et une mauvaise utilisation des emprunts lexicaux. L'usage moderne du konglish pourrait même être considéré comme de l'art, mais il y a une différence entre une utilisation culturelle d'un mot comme "Fighting !" ("Combat !"), et les mauvaises grammaire et vocabulaire vus en Corée sur les panneaux, les paquets et à la télé. Sebastian Harrisan a suggéré qu'appeler du konglish ces sortes de choses masque le problème de l'enseignement de l'anglais en Corée. Le gouvernement coréen a été critiqué par des groupes de citoyens pour son utilisation du konglish dans des slogans et pour trop mettre l'accent sur l'enseignement de l'anglais. Ils estiment que se focaliser sur l'anglais créera des dommages à la langue coréenne et ne profitera pas à la compétitivité internationale du pays. En revanche, Jasper Kim, professeur de droit à l'Université féminine d'Ewha, a écrit que le konglish est nécessaire dans un contexte global et que le strict respect des règles grammaticales ne devrait pas l'emporter sur le fait de faire passer le message.
La propagation du konglish dans la langue coréenne a été citée comme une raison de l'exposition des Coréens à des locuteurs de langue maternelle anglaise, en particulier au cours de leur temps d'éducation. Les Coréens instruisant d'autres Coréens peuvent conduire à cimenter des erreurs dans la langue. La mauvaise planification dans le système éducatif peut entraîner que des enseignants coréens non  qualifiés soient choisis pour enseigner l'anglais avec peu ou pas de temps pour se préparer. Ces enseignants finissent par utiliser le konglish en salle de classe. Même les enseignants préparés peuvent se retrouver à utiliser des documents pédagogiques officiels qui contiennent de nombreuses erreurs et du konglish. Cela peut créer un sentiment de passivité envers l'apprentissage d'un anglais structurellement et techniquement correct. Les élèves regardent les enseignants comme des  exemples, et si les enseignants font des erreurs, celles-ci sont transmises aux élèves. La question du mauvais konglish a été soulevée dans le cadre de l'activité touristique. Il y a une préoccupation que le mauvais anglais employé sur des panneaux, des brochures, des sites web ou dans d'autres médias pourraient pousser les touristes à choisir une autre destination,. C'est une préoccupation non seulement pour des sites touristiques de moindre importance ou éloignés, mais même aussi sur de grands sites internationaux comme l'aéroport d'Incheon. Lorsque l'aéroport a été ouvert, plus de 49 panneaux ont été trouvés, écrits avec des erreurs en anglais. En plus de tenir à l'écart des touristes, l'usage du konglish peut conduire à la rupture de contrats commerciaux. Des malentendus peuvent amener une entreprise étrangère partenaire à perdre confiance dans une société coréenne. En 2010, un sondage a montré que 44% des autorités locales de Corée du Sud ont utilisé une phrase anglaise dans leur slogan marketing.  comme par exemple :  Lucky  Dongjak, Dynamic Busan, Yes Gumi, Colorful Daegu, Ulsan for You, Happy  Suwon, New Start! Yesan, Super Pyeongtaek, Hi-Touch Gongju, Nice Jecheon et Just Sangju.

## Noms d'immeubles
Une tendance commune en Corée-du-Sud, qui n'est pas du konglish puisque les mots ne sont pas utilisés dans la conversation courante, mais quelque chose de semblable avec la désignation d'immeubles d'habitation à Séoul. Il existe de nombreux appartements en Corée-du-Sud, qui mélangent des mots d'anglais pour en faire leur nom, les constructeurs croient que ces combinaisons anglophones vont "améliorer leur image de marque de luxe". Quelques exemples d'appartements portant un nom créé avec une association de mots anglais: Luxtige Blesstige, Tristige" et "Forestige, XI. Ces mots sont une combinaison de luxury, de bless (bénir), de prestige, de trinity (trinité), forest (forêt), d'extra et d'intelligence.